# Büdżijn Dżalbaa
Büdżijn Dżalbaa (ur. 15 lipca 1943 w somonie Tsagaan-Üür w ajmaku chubsugulskim) – mongolski łyżwiarz szybki, olimpijczyk.
Na zimowych igrzyskach olimpijskich w Grenoble wystartował w wyścigu na 1500 metrów zajmując 52. lokatę.
Wziął też udział w Mistrzostwach Świata w Wieloboju 1965 zajmując na nich 42. miejsce i nie kwalifikując się do finałowego wyścigu na 10 000 metrów.
Jego rekordy życiowe na poszczególnych dystansach to: 500 m – 42,4 (1968); 1000 m – 1:32,6 (1965); 1500 m – 2:13,4 (1968); 5000 m – 8:17,9 (1967); 10 000 m – 17:03,7 (1968).